# Sebastian Karpiel-Bułecka
Sebastian Karpiel-Bułecka, właśc. Łukasz Sebastian Karpiel (ur. 14 maja 1976 w Zakopanem) – polski piosenkarz, muzyk i skrzypek. Członek formacji Zakopower.

## Życiorys
Ukończył studia na Wydziale Architektury na Politechnice Krakowskiej im. Tadeusza Kościuszki.
W latach 2005−2009 był związany z Kayah. Od 2014 jego życiową partnerką jest Paulina Krupińska, którą poślubił 26 lipca 2018. Mają dwoje dzieci: córkę Antoninę Hannę (ur. 2015) i syna Jędrzeja (ur. 2017). Stryj Stanisława Karpiel-Bułecki.
Jest miłośnikiem skoków narciarskich. Od 2021 często komentuje wydarzenia dotyczące zawodów Pucharu Świata w Skokach Narciarskich w studiu na antenie TVN i w serwisie Player. Również w 2021 zaangażował się w akcję reklamową grupy Discovery, która odpowiada za transmisję skoków narciarskich w Polsce.
Jako osoba mierząca się z nerwicą i stanami depresyjnymi promował swoim wizerunkiem kampanię edukacyjno-informacyjną „Zobacz człowieka”, mającą na celu przeciwdziałanie stygmatyzowaniu osób zmagających się z zaburzeniami psychicznymi.

## Dyskografia
Albumy
| Rok  | Tytuł                                                                                             | Pozycja na liście | Certyfikat         |
| Rok  | Tytuł                                                                                             | POL               | Certyfikat         |
| ---- | ------------------------------------------------------------------------------------------------- | ----------------- | ------------------ |
| 2012 | Hej, kolęda! (oraz Aleksandra Kurzak) - Data: 13 listopada 2012 - Wydawca: Universal Music Polska | 16                | - POL: złota płyta |

Inne
| Rok  | Album                                 | Uwagi                                                         |
| ---- | ------------------------------------- | ------------------------------------------------------------- |
| 1997 | Wojciech Waglewski – Muzyka od środka | - skrzypce, śpiew                                             |
| 2005 | Justyna Steczkowska – Kolędy          | - gościnnie śpiew w utworze „Życzenia”                        |
| 2009 | Karimski Club – Herbert               | - gościnnie recytacja w utworze „Powrót do rodzinnego miasta” |
| 2010 | Grzegorz Turnau – Fabryka klamek      | - gościnnie śpiew w utworze „Na plażach Zanzibaru”            |
| 2013 | Iza Kowalewska – Diabeł mi cię dał    | - gościnnie śpiew w utworze „Damski bokser”                   |

## Udział w reklamach
- 2009: Kampania reklamowa kredytu hipotecznego dla Banku Millenium
- 2013: Kampania reklamowa kredytu mieszkaniowego 3x0 w Credit Agricole Bank
- 2013: Kampania reklamowa wody mineralnej Żywiec Zdrój[16]
- 2015: Kampania reklamowa dla Play[17]

## Nagrody i wyróżnienia
- 2008: Laureat plebiscytu „Viva! Najpiękniejsi”[18]